# Sułocin-Towarzystwo
Sułocin-Towarzystwo (prononciation : [suˈwɔt͡ɕin tɔvaˈʐɨstfɔ]) est un village polonais de la gmina de Sierpc dans le powiat de Sierpc de la voïvodie de Mazovie dans le centre-est de la Pologne.

## Histoire
De 1975 à 1998, le village appartenait administrativement à la voïvodie de Płock.

Depuis 1999, il appartient administrativement à la voïvodie de Mazovie